# Farsta strand (metrostation)
Farsta strand is het zuidelijke eindstation van lijn T18 van de Stockholmse metro. Het ligt in het district en stadsdeel Farsta van Stockholm op 10,4 spoorkilometer ten zuiden van het centraal gelegen metrostation Slussen. 

## Geschiedenis
De buurt was begin twintigste eeuw bekend als Södertörns villastad en kreeg in 1901 een station aan de Nynäsbanan. De naam van de buurt veranderde in 1963 in Farsta strand, die van het station in 1989. Nieuwbouw in de jaren 60 van de twintigste eeuw zorgde voor voldoende bewoners voor een metrostation. In 1971 werd het metrostation geopend op ongeveer 200 meter van het station van de Nynäsbanan, sinds 1993 een station van de pendeltåg.

## Station
Het station ligt aan de zuidkant van een 600 meter lange tunnel onder Farsta. De tunnelmond ligt aan de zuidrand van het station van de Nynäsbanan. Tussen de tunneluitgang en de perrons liggen overloopwissels in de openlucht. Aanvankelijk lag het perron ook in de openlucht in een ingraving. Inmiddels is het station overbouwd met het Stieg Trentersplein en is er sprake van een zuilenstation. In 1993 zijn als versiering mozaïeken van kunstenaar Frederik Jacobsen op de vloeren en wanden aangebracht. In 1997 volgde Kristina Anshelm met haar werk Geschiedenis van Farsta bestaande uit houtsnijwerk en foto's.

## Galerij

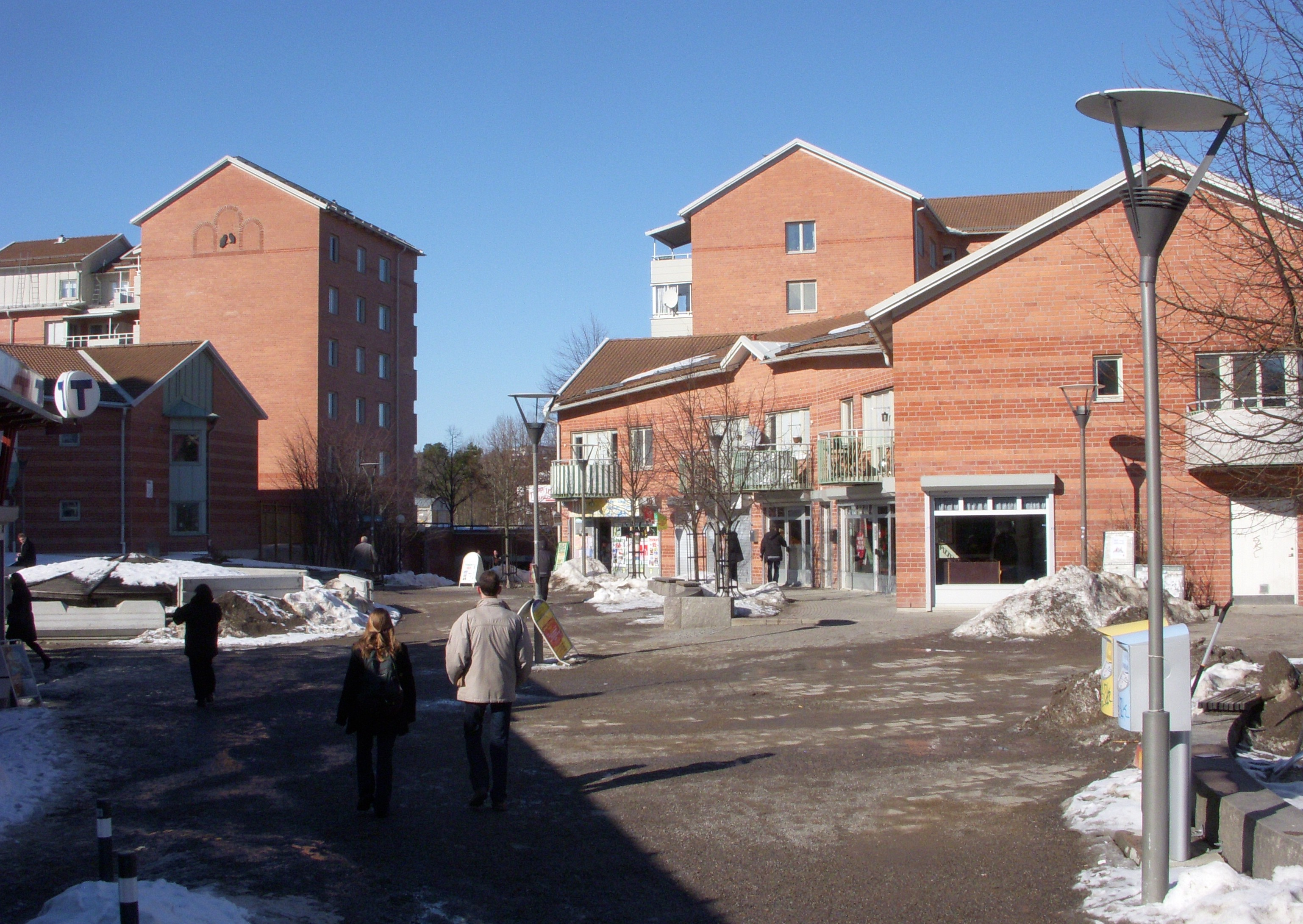
Het Stieg Trentersplein met links het metrostation.
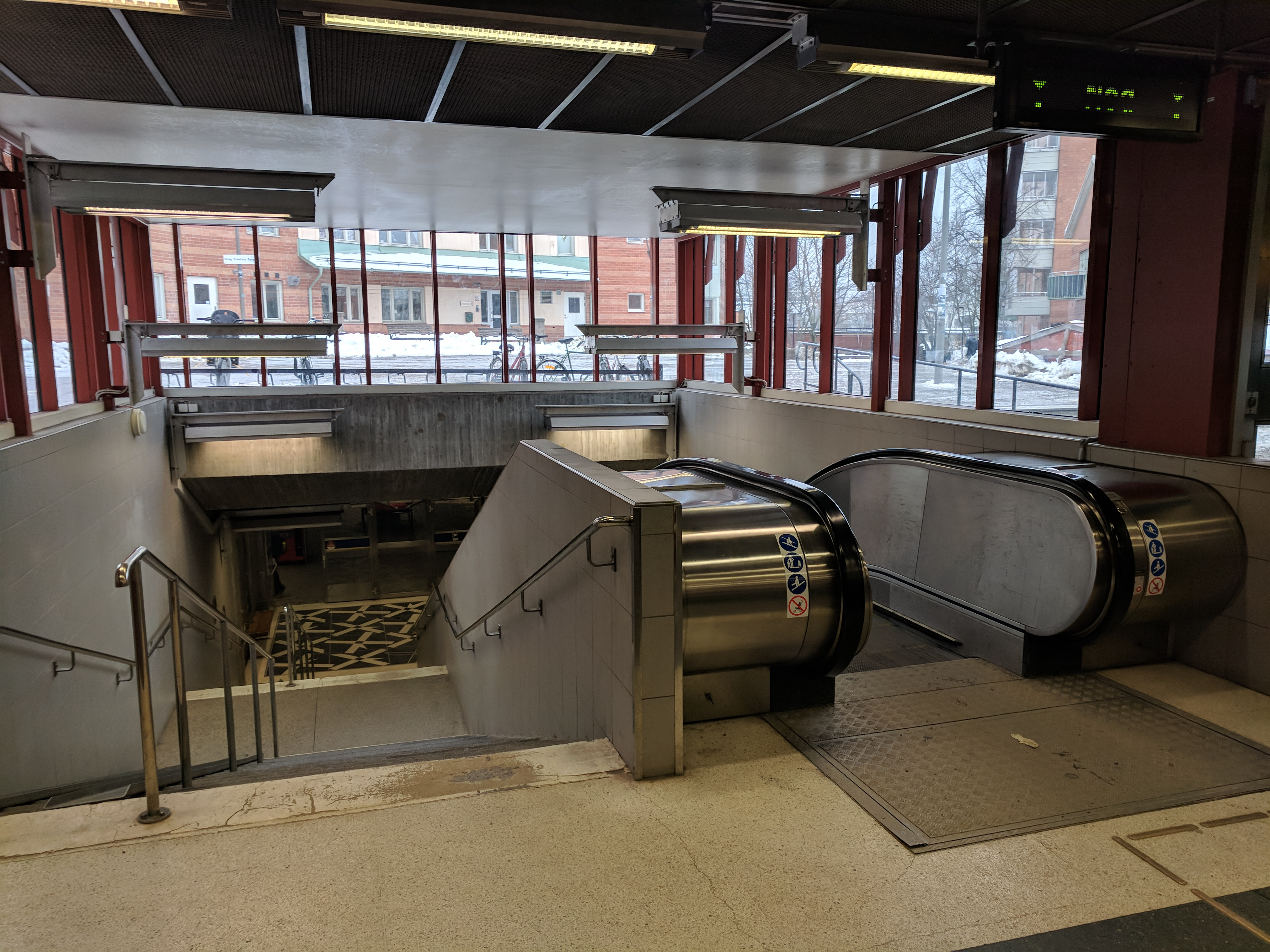
De roltrappen.
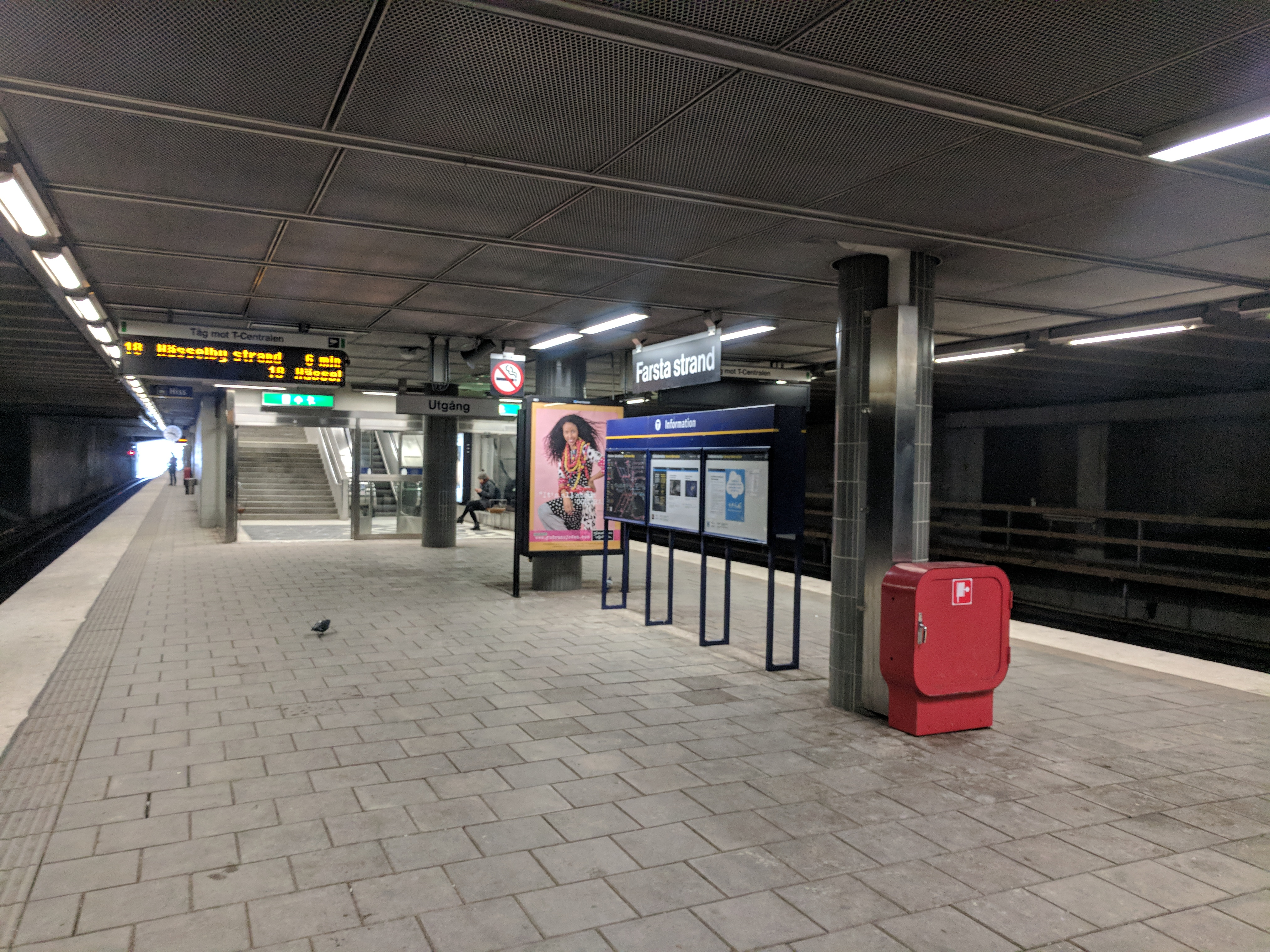
Het perron.

Alvik · 
Kristineberg · 
Thorildsplan  · 
Fridhemsplan · 
S:t Eriksplan · 
Odenplan  · 
Rådmansgatan  · 
Hötorget · 
T-Centralen ·  
Gamla Stan · 
Slussen · 
Medborgarplatsen ·  
Skanstull · 
Gullmarsplan ·  
Skärmarbrink ·  
Blåsut·  
Sandsborg·  
Skogskyrkogården ·  
Tallkrogen·
Gubbängen·  
Hökarängen·
Farsta·
Farsta strand